# Peugeot 4007
Peugeot 4007 är en kompakt crossover SUV producerad av den franska biltillverkaren Peugeot sedan i juli 2007. Den är baserad på Mitsubishi Outlander, även Citroën C-Crosser är samma bil.

## Motoralternativ
| Modell  | Årsmodell | Motor                   | Cylindervolym | Effekt | Vridmoment | Bränslesystem      |
| ------- | --------- | ----------------------- | ------------- | ------ | ---------- | ------------------ |
| 2.4     | 2008-     | 4-cyl radmotor DOHC 16V | 2359 cm³      | 170 hk | 226 Nm     | Bränsleinsprutning |
| 2.0 HDi | 2008-     | 4-cyl radmotor DOHC 16V | 1997 cm³      | 136 hk | 320 Nm     | Turbodiesel        |
| 2.2 HDi | 2008-     | 4-cyl radmotor DOHC 16V | 2179 cm³      | 156 hk | 380 Nm     | Turbodiesel        |